# Kayan-Murik jezici
Kayan-Murik jezici (danas kajanski jezici; Kayan) nekad jedna od glavnih skupina malajsko-polinezijskih jezika, koja obuhvaća (17) jezika iz 4 podskupine. Govore ih mnoga plemena na Kalimantanu (Borneo) u Indoneziji, poznata pod kolektivnim nazivom Kayan. Podskupine su:
a) Kayan (8) Indonezija/Kalimantan: bahau, baram kayan, busang kayan, kayan mahakam,  mendalam kayan, rejang kayan, wahau kayan, kayan river kayan ili Kajang.
b) Modang (2) Indonezija/Kalimantan: modang, segai.
c) Muller-Schwaner 'Punan' (6) Indonezija/Kalimantan: aoheng, bukat, hovongan, kereho-uheng, punan aput, punan merah.
d) Murik (1), Malezija/Sarawak: murik kayan.
Prema novijoj klasifikaciji kayan-murik jezici dio su šire skupine kayan-kenyah, kojoj su još pridodani jezici skupina penan ili punan nibong i kenyah

## Vanjske poveznice
- Ethnologue (14th)